# Christina Otzen
Christina Otzen (* 4. Oktober 1975 in Gentofte Kommune) ist eine ehemalige dänische Seglerin.

## Erfolge
Christina Otzen nahm in der Bootsklasse Yngling an den Olympischen Spielen 2004 in Athen teil. Gemeinsam mit Helle Jespersen war sie Crewmitglied von Rudergängerin Dorte Jensen und gewann mit diesen die Bronzemedaille, als sie dank 54 Punkten hinter dem britischen und dem ukrainischen Boot Dritte wurde. Im selben Jahr wurde sie in Santander im Yngling Weltmeister.